# Daniel Scheil
Daniel Scheil (nacido el 13 de enero de 1973) es un atleta paralímpico alemán que compite en los eventos de lanzamiento de disco y lanzamiento de bala de la clasificación F33.

## Carrera
Representó a Alemania en los Juegos Paralímpicos de Río de Janeiro 2016 y ganó la medalla de oro en el evento de lanzamiento de peso masculino F33.
En el Campeonato de Europa de 2014 ganó las medallas de oro en los eventos de lanzamiento de disco masculino F34 y en los eventos de lanzamiento de jabalina masculino F34. Dos años después ganó dos medallas de plata: tanto en el lanzamiento de peso masculino F33 como en el lanzamiento de disco masculino F34.  
En el Campeonato del Mundo 2015 ganó la medalla de bronce en el evento de lanzamiento de peso masculino F33 y en 2017 ganó la de plata en el evento de lanzamiento de peso masculino F33.